# Kościół Matki Boskiej Nieustającej Pomocy i św. Józefa w Długim Kącie (nieistniejący)
Kościół drewniany Matki Boskiej Nieustającej Pomocy i św. Józefa w Długim Kącie – nieistniejący już kościół parafii Kościoła Polskokatolickiego w RP w Długim Kącie w województwie lubelskim, w powiecie biłgorajskim, w gminie Józefów.
Kościół drewniany wzniesiony w 1975 roku należący parafii Matki Boskiej Nieustającej Pomocy i św. Józefa.
W 1976 roku postawiono murowane prezbiterium, zakończone półkoliście. Kościół był używany do 2007 roku, kiedy to wzniesiono nowy kościół pod tym samym wezwaniem i opuszczony popadał w ruinę. Zawalił się w 2010 roku.